# Oleksandr Barvinskyj
Oleksandr Barvinskyj, ukrajinsky: Олександр Барвінський (8. června 1847 Šljachtynci – 25. prosince 1926 Lvov), byl rakouský pedagog, historik a politik rusínské (ukrajinské) národnosti z Haliče, na přelomu 19. a 20. století poslanec Říšské rady.

## Biografie
Byl synem duchovního řeckokatolické církve Hryhorije Barvinského. Vystudoval filozofii na Lvovské univerzitě. Působil jako pedagog a historik. Od mládí se angažoval v národním hnutí. Byl členem spolku Akademická hromada ve Lvově. Od roku 1867 přispíval do listu Pravda. Vypracoval učebnice pro rusínské školy, zejména čítanku ukrajinsko-rusínské literatury. Napsal řadu studií o pedagogice. Zasadil se o reformu pravopisu. Působil jako středoškolský pedagog na gymnáziu v Berežanech, později v Ternopilu. Od roku 1888 vyučoval na učitelském ústavu ve Lvově. Byl veřejně a politicky aktivní. Byl členem Ruské besedy, organizace Prosvita (v letech 1889–1895 působil jako její viceprezident), Ukrajinské pedagogické společnosti (v letech 1891–1896 jejím prezidentem). Podílel se na reformě Ševčenkovy společnosti, v níž byl řádným členem od roku 1899.
V období let 1894–1904 zasedal jako poslanec Haličského zemského sněmu. Od roku 1893 až do roku 1918 byl členem haličské zemské školní rady.
Byl i poslancem Říšské rady (celostátního parlamentu Předlitavska), kam usedl ve volbách roku 1891 za kurii venkovských obcí v Haliči, obvod Brody, Kamionka atd. Mandát zde obhájil ve volbách roku 1897 a volbách roku 1901 . V poslanecké sněmovně setrval do své smrti roku 1905. Pak ho nahradil Włodzimierz Kozłowski-Bolesta. Ve volebním období 1891–1897 se uvádí jako Alexander Barwiński, profesor na c. k. učitelském ústavu ve Lvově, bytem Lvov.
Po volbách roku 1891 se uvádí jako rusínský kandidát. V roce 1893 je zmiňován jako člen poslaneckého Rusínského klubu. Ve volbách roku 1897 byl označován za umírněného rusínského kandidáta. Zasedl pak do poslaneckého klubu Slovanský křesťansko národní svaz. Byl předsedou tohoto klubu. I ve volbách roku 1901 byl popisován coby umírněný Rusín. Zasedl potom do klubu Slovanský střed. V květnu 1906 se uvádí jako jeden z osmi členů poslaneckého Rusínského klubu na Říšské radě.
Odmítal rusofilskou orientaci, ale udržoval kontakty s Ukrajinci v Ruském impériu a měl styky s představiteli dalších slovanských národů v Rakousku-Uhersku. Podporoval obnovení slovanské spolupráce v rámci monarchie v roce 1890 včetně nerealizovaného smíru mezi Poláky a Ukrajinci v Haliči. Později patřil mezi zakladatele Křesťansko sociální strany mezi Rusíny v Haliči. Od roku 1897 do roku 1914 vedl redakci listu Ruslan, tiskového orgánu tohoto politického proudu.
Od roku 1917 zasedal jako člen Panské sněmovny (nevolená horní komora Říšské rady).
Politicky se angažoval i po rozpadu monarchie. V letech 1918–1919 zastával po dobu několika měsíců post ministra školství Západoukrajinské republiky. Po jejím ovládnutí Polskem se stáhl z politického dění.